# Watson Davis

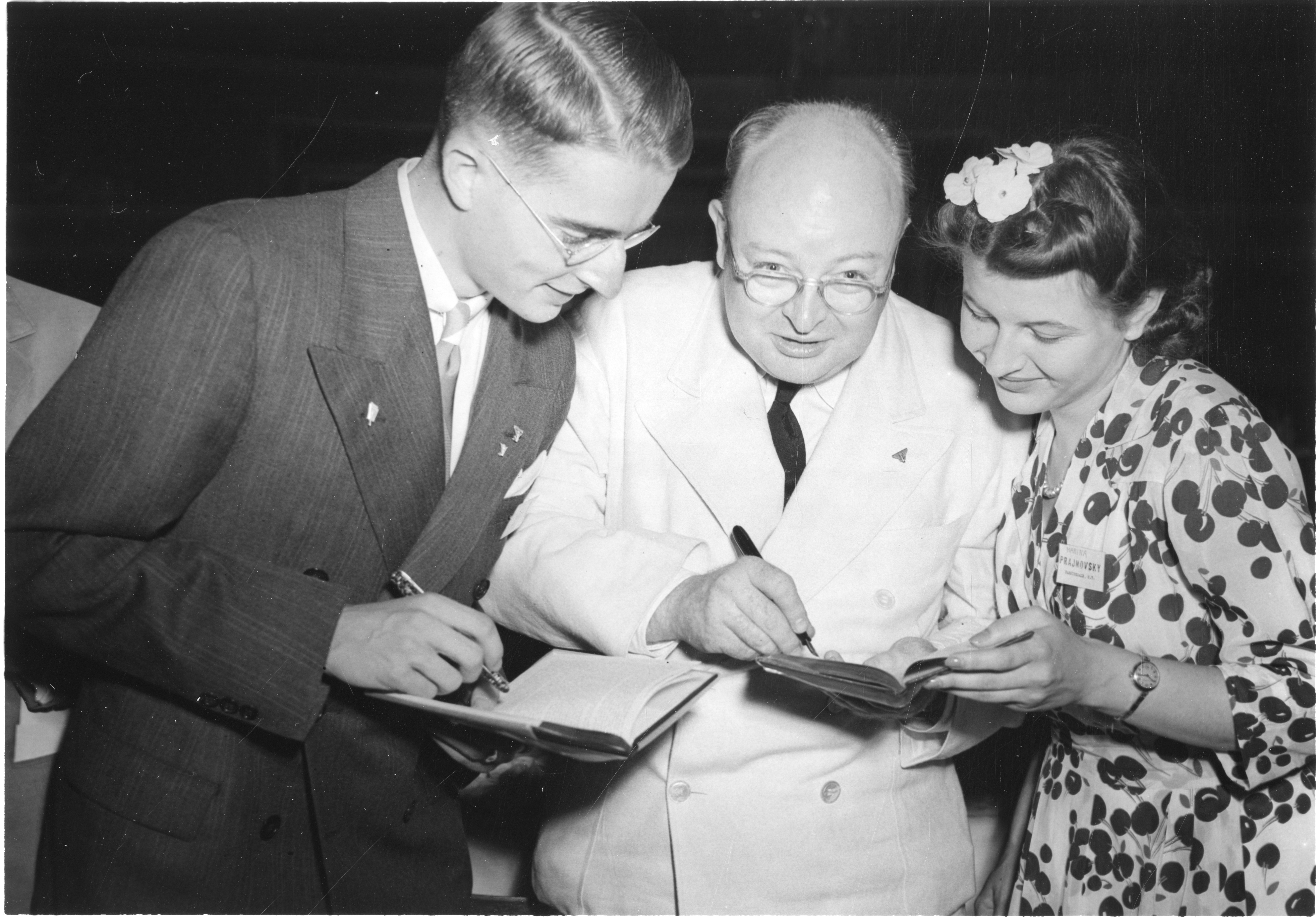
Watson Davis (Mitte) 1942 mit den Gewinnern der ersten Science Talent Search Competition, Paul E. Teschan und Marina Prajmovsky

Watson Davis (* 29. April 1896 in Washington, D.C.; † 27. Juni 1967 ebenda) war ein US-amerikanischer Wissenschaftsjournalist und Wissenschaftsorganisator und Bibliothekswissenschaftler.

## Leben
Davis studierte an der George Washington University mit dem Bachelor-Abschluss 1918 und war ab 1917 Physiker beim National Bureau of Standards. Von 1920 bis 1922 war er Herausgeber beim Washington Herald und ab 1922 Herausgeber des Science Newsletter, der Zeitschrift des Science Service, dessen Sekretär er ab 1923 war und dessen Direktor er 1933 wurde. Die Organisation war von der  American Association for the Advancement of Science, der National Academy of Sciences und dem National Research Council gegründet worden, um Schüler für die Wissenschaft zu begeistern. Er widmete sich dem internationalen Wissenschaftsaustausch und Austausch und Dokumentation wissenschaftlicher Arbeiten über Mikrofilm. 1935 gründete er den Vorläufer und 1937 das American Documentation Institute (ADI), dem Vorläufer der American Society for Information Science and Technology (ASIS&T), und war bis 1947 dessen Direktor. Ab 1941 gründete er landesweit Science Clubs für Schüler und war einer der Gründer der Westinghouse Science Talent Search und der International Science Fair.
1960 erhielt er die  James T. Grady Medal der American Chemical Society für seine regelmäßigen Fortschrittsberichte in der Chemie. 1959 wurde er Ehrendoktor der George Washington University.
Seine Frau Helen Miles Davis gab die Zeitschrift Chemistry der ACS heraus.
Die History of Science Society vergibt zu Ehren des Ehepaars den Watson Davis and Helen Miles Davis Prize für Bücher, die Wissenschaftsgeschichte einem breiteren Publikum vermitteln.

## Schriften
- The story of copper, The Century Company 1924